# Sigfried Held
Sigfried ("Sigi") Held (Freudenthal, 7 augustus 1942) is een voormalig Duits profvoetballer en voetbalcoach. Held speelde gedurende zijn carrière 422 Bundesligawedstrijden, waarvan de meeste in dienst van Borussia Dortmund. Held wordt dankzij zijn loopvermogen en precieze voorzetten beschouwd als een van de beste linksbuitens uit de historie van de Bundesliga.

## Clubcarrière
Held, geboren in Freudenthal, dat tegenwoordig in Tsjechië ligt, startte zijn carrière bij Kickers Offenbach. In 1965 kwam de 23-jarige buitenspeler onder contract te staan bij Borussia Dortmund. Held had aanvankelijk een overeenkomst met Hertha BSC gesloten maar omdat die club degradeerde, werd het contract ontbonden. Held was destijds de eerste voetballer van Borussia Dortmund die niet afkomstig was uit het Ruhrgebied of op zijn minst West-Duitsland.
Het eerste seizoen van Held bij Borussia Dortmund was meteen het meest succesvolle uit zijn carrière. Mede door de 11 doelpunten van Held eindigde Dortmund op de tweede plaats achter landskampioen 1860 München. Belangrijker was echter de winst van Europacup II aan het einde van het seizoen. Dortmund had in de halve finale titelverdediger West Ham United verslagen en moest het in de finale opnemen tegen het als favoriet bestempelde Liverpool. De offensief spelende Duitsers versloegen de Engelsen na verlenging met 2-1, door doelpunten van Held en Libuda. De finale in Glasgow leverde Held en aanvalspartner Lothar Emmerich in de Britse pers de bijnaam "the terrible twins" (de verschrikkelijke tweeling) op.
Door de indrukwekkende prestaties in zowel de Bundesliga als de Europacup mocht Held op 23 februari 1966 debuteren voor het West-Duitse elftal. Enkele maanden later mocht hij ook afreizen naar het WK voetbal in Engeland. De neo-international speelde alle zes de wedstrijden en bereikte met West-Duitsland de finale. Daarin werd na verlenging met 4-2 van gastland Engeland verloren.
Held bleef verbonden aan Borussia Dortmund totdat hij in 1971, net na zijn dertigste, terugkeerde naar Kickers Offenbach. Daar was hij in het seizoen 1971/72 vooral samen met ploeggenoot Erwin Kostedde verantwoordelijk voor de promotie van Kickers Offenbach naar de Bundesliga. De strijd om promotie vond echter plaats tegen het einde van het seizoen waardoor Held deelname aan het EK voetbal in België misliep dat gelijktijdig plaatsvond. West-Duitsland zou het toernooi winnend afsluiten.
Na zijn tweede periode bij Kickers Offenbach, speelde Held nog drie seizoenen bij zijn voormalige club Borussia Dortmund. Zijn lange voetbalcarrière sloot Held uiteindelijk af op bijna 40-jarige leeftijd bij FC Bayer 05 Uerdingen.

## Trainerscarrière
Na zijn actieve carrière koos Held voor het trainersvak. Zijn eerste club werd uitgerekend de aartsrivaal van Borussia Dortmund: Schalke 04. Nadien was Held nog bij verschillende clubs uit binnen- en buitenland actief als hoofdtrainer. Tevens was hij werkzaam als bondscoach van IJsland (1986-1989), Malta (2001-2003) en Thailand (2004-2005).
| Interlands IJsland onder leiding van Sigfried Held | Interlands IJsland onder leiding van Sigfried Held | Interlands IJsland onder leiding van Sigfried Held | Interlands IJsland onder leiding van Sigfried Held | Interlands IJsland onder leiding van Sigfried Held |
| №                                                  | Datum                                              | Wedstrijd                                          | Uitslag                                            | Competitie                                         |
| -------------------------------------------------- | -------------------------------------------------- | -------------------------------------------------- | -------------------------------------------------- | -------------------------------------------------- |
| 1                                                  | 11 maart 1986                                      | Bahrein – IJsland                                  | 2 − 1                                              | Oefeninterland                                     |
| 2                                                  | 14 maart 1986                                      | Bahrein – IJsland                                  | 0 − 2                                              | Oefeninterland                                     |
| 3                                                  | 19 maart 1986                                      | Koeweit – IJsland                                  | 1 − 0                                              | Oefeninterland                                     |
| 4                                                  | 25 mei 1986                                        | IJsland – Ierland                                  | 1 − 2                                              | Oefeninterland                                     |
| 5                                                  | 29 mei 1986                                        | IJsland – Tsjecho-Slowakije                        | 1 − 2                                              | Oefeninterland                                     |
| 6                                                  | 10 september 1986                                  | IJsland – Frankrijk                                | 0 − 0                                              | EK-kwalificatie                                    |
| 7                                                  | 24 september 1986                                  | IJsland – Sovjet-Unie                              | 1 − 1                                              | EK-kwalificatie                                    |
| 8                                                  | 29 oktober 1986                                    | Duitse Democratische Republiek – IJsland           | 2 − 0                                              | EK-kwalificatie                                    |
| 9                                                  | 26 februari 1987                                   | Koeweit – IJsland                                  | 1 − 1                                              | Oefeninterland                                     |
| 10                                                 | 28 februari 1987                                   | Koeweit – IJsland                                  | 0 − 1                                              | Oefeninterland                                     |
| 11                                                 | 15 april 1987                                      | Italië – IJsland                                   | 2 − 0                                              | OS-kwalificatie                                    |
| 12                                                 | 29 april 1987                                      | Frankrijk – IJsland                                | 2 − 0                                              | EK-kwalificatie                                    |
| 13                                                 | 26 mei 1987                                        | IJsland – Nederland                                | 2 − 2                                              | OS-kwalificatie                                    |
| 14                                                 | 3 juni 1987                                        | IJsland – Duitse Democratische Republiek           | 0 − 6                                              | EK-kwalificatie                                    |
| 15                                                 | 2 september 1987                                   | IJsland – Duitse Democratische Republiek           | 2 − 0                                              | OS-kwalificatie                                    |
| 16                                                 | 9 september 1987                                   | IJsland – Noorwegen                                | 2 − 1                                              | EK-kwalificatie                                    |
| 17                                                 | 23 september 1987                                  | Noorwegen – IJsland                                | 0 − 1                                              | EK-kwalificatie                                    |
| 18                                                 | 7 oktober 1987                                     | Portugal – IJsland                                 | 2 − 1                                              | OS-kwalificatie                                    |
| 19                                                 | 28 oktober 1987                                    | Sovjet-Unie – IJsland                              | 2 − 0                                              | EK-kwalificatie                                    |
| 20                                                 | 27 april 1988                                      | Nederland – IJsland                                | 1 − 0                                              | OS-kwalificatie                                    |
| 21                                                 | 30 april 1988                                      | Duitse Democratische Republiek – IJsland           | 3 − 0                                              | OS-kwalificatie                                    |
| 22                                                 | 4 mei 1988                                         | Hongarije – IJsland                                | 3 − 0                                              | Oefeninterland                                     |
| 23                                                 | 24 mei 1988                                        | IJsland – Portugal                                 | 0 − 1                                              | OS-kwalificatie                                    |
| 24                                                 | 29 mei 1988                                        | IJsland – Italië                                   | 0 − 3                                              | OS-kwalificatie                                    |
| 25                                                 | 7 augustus 1988                                    | IJsland – Bulgarije                                | 2 − 3                                              | Oefeninterland                                     |
| 26                                                 | 18 augustus 1988                                   | IJsland – Zweden                                   | 0 − 1                                              | Oefeninterland                                     |
| 27                                                 | 24 augustus 1988                                   | IJsland – Faeröer                                  | 1 − 0                                              | Oefeninterland                                     |
| 28                                                 | 31 augustus 1988                                   | IJsland – Sovjet-Unie                              | 1 − 1                                              | WK-kwalificatie                                    |
| 29                                                 | 21 september 1988                                  | IJsland – Hongarije                                | 0 − 3                                              | Oefeninterland                                     |
| 30                                                 | 28 september 1988                                  | Denemarken – IJsland                               | 1 − 0                                              | Oefeninterland                                     |
| 31                                                 | 12 oktober 1988                                    | Turkije – IJsland                                  | 1 − 1                                              | WK-kwalificatie                                    |
| 32                                                 | 19 oktober 1988                                    | Duitse Democratische Republiek – IJsland           | 2 − 0                                              | WK-kwalificatie                                    |
| 33                                                 | 19 mei 1989                                        | IJsland – Engeland                                 | 0 − 2                                              | Oefeninterland                                     |
| 34                                                 | 31 mei 1989                                        | Sovjet-Unie – IJsland                              | 1 − 1                                              | WK-kwalificatie                                    |
| 35                                                 | 14 juni 1989                                       | IJsland – Oostenrijk                               | 0 − 0                                              | WK-kwalificatie                                    |
| 36                                                 | 23 augustus 1989                                   | Oostenrijk – IJsland                               | 2 − 1                                              | WK-kwalificatie                                    |
| 37                                                 | 6 september 1989                                   | IJsland – Duitse Democratische Republiek           | 0 − 3                                              | WK-kwalificatie                                    |

| Interlands Malta onder leiding van Sigfried Held | Interlands Malta onder leiding van Sigfried Held | Interlands Malta onder leiding van Sigfried Held | Interlands Malta onder leiding van Sigfried Held | Interlands Malta onder leiding van Sigfried Held |
| №                                                | Datum                                            | Wedstrijd                                        | Uitslag                                          | Competitie                                       |
| ------------------------------------------------ | ------------------------------------------------ | ------------------------------------------------ | ------------------------------------------------ | ------------------------------------------------ |
| 1                                                | 15 augustus 2001                                 | Bosnië en Herzegovina – Malta                    | 2 − 0                                            | Oefeninterland                                   |
| 2                                                | 1 september 2001                                 | Malta – Bulgarije                                | 0 − 2                                            | WK-kwalificatie                                  |
| 3                                                | 5 september 2001                                 | Tsjechië – Malta                                 | 3 − 2                                            | WK-kwalificatie                                  |
| 4                                                | 6 oktober 2001                                   | Malta – Noord-Ierland                            | 0 − 1                                            | WK-kwalificatie                                  |
| 5                                                | 14 november 2001                                 | Malta – Canada                                   | 2 − 1                                            | Oefeninterland                                   |
| 6                                                | 9 februari 2002                                  | Malta – Jordanië                                 | 2 − 1                                            | Malta Toernooi                                   |
| 7                                                | 11 februari 2002                                 | Malta – Litouwen                                 | 1 − 1                                            | Malta Toernooi                                   |
| 8                                                | 13 februari 2002                                 | Malta – Moldavië                                 | 3 − 0                                            | Malta Toernooi                                   |
| 9                                                | 27 maart 2002                                    | Malta – Andorra                                  | 1 − 1                                            | Oefeninterland                                   |
| 10                                               | 17 april 2002                                    | Malta – Azerbeidzjan                             | 1 − 0                                            | Oefeninterland                                   |
| 11                                               | 21 augustus 2002                                 | Macedonië – Malta                                | 5 − 0                                            | Oefeninterland                                   |
| 12                                               | 7 september 2002                                 | Slovenië – Malta                                 | 3 − 0                                            | EK-kwalificatie                                  |
| 13                                               | 12 oktober 2002                                  | Malta – Israël                                   | 0 − 2                                            | EK-kwalificatie                                  |
| 14                                               | 16 oktober 2002                                  | Malta – Frankrijk                                | 0 − 4                                            | EK-kwalificatie                                  |
| 15                                               | 20 november 2002                                 | Cyprus – Malta                                   | 2 − 1                                            | EK-kwalificatie                                  |
| 16                                               | 12 februari 2003                                 | Malta – Kazachstan                               | 2 − 2                                            | Oefeninterland                                   |
| 17                                               | 29 maart 2003                                    | Frankrijk – Malta                                | 6 − 0                                            | EK-kwalificatie                                  |
| 18                                               | 30 april 2003                                    | Malta – Slovenië                                 | 1 − 3                                            | EK-kwalificatie                                  |
| 19                                               | 7 juni 2003                                      | Malta – Cyprus                                   | 1 − 2                                            | EK-kwalificatie                                  |
| 20                                               | 19 augustus 2003                                 | Luxemburg – Malta                                | 1 − 1                                            | Oefeninterland                                   |
| 21                                               | 10 september 2003                                | Israël – Malta                                   | 2 − 2                                            | EK-kwalificatie                                  |

| Interlands Thailand onder leiding van Sigfried Held | Interlands Thailand onder leiding van Sigfried Held | Interlands Thailand onder leiding van Sigfried Held | Interlands Thailand onder leiding van Sigfried Held | Interlands Thailand onder leiding van Sigfried Held |
| №                                                   | Datum                                               | Wedstrijd                                           | Uitslag                                             | Competitie                                          |
| --------------------------------------------------- | --------------------------------------------------- | --------------------------------------------------- | --------------------------------------------------- | --------------------------------------------------- |
| 1                                                   | 7 oktober 2004                                      | Thailand – Jordanië                                 | 2 − 3                                               | Oefeninterland                                      |
| 2                                                   | 13 oktober 2004                                     | Thailand – Verenigde Arabische Emiraten             | 3 − 0                                               | WK-kwalificatie                                     |
| 3                                                   | 17 november 2004                                    | Thailand – Jemen                                    | 1 − 1                                               | WK-kwalificatie                                     |
| 4                                                   | 29 november 2004                                    | Thailand – Estland                                  | 0 − 0                                               | Oefeninterland                                      |
| 5                                                   | 1 december 2004                                     | Thailand – Slowakije                                | 1 − 1                                               | Oefeninterland                                      |
| 6                                                   | 10 december 2004                                    | Myanmar – Thailand                                  | 1 − 1                                               | Oefeninterland                                      |
| 7                                                   | 14 december 2004                                    | Maleisië – Thailand                                 | 2 − 1                                               | Oefeninterland                                      |
| 8                                                   | 16 december 2004                                    | Filipijnen – Thailand                               | 1 − 3                                               | Oefeninterland                                      |
| 9                                                   | 21 december 2004                                    | Thailand – Duitsland                                | 1 − 5                                               | Oefeninterland                                      |

## Erelijst
Met Borussia Dortmund:
- Europacup II: 1965/66

Met West-Duitsland:
- Wereldkampioenschap voetbal:  in 1966,  in 1970

## Trivia
- Sigi Held was op 5 februari 1966 de eerste die op de Torwand van das aktuelle sportstudio mocht schieten.[3]